# 茨沃尔弗峰
47°44′33″N 13°21′06″E / 47.742548°N 13.351533°E

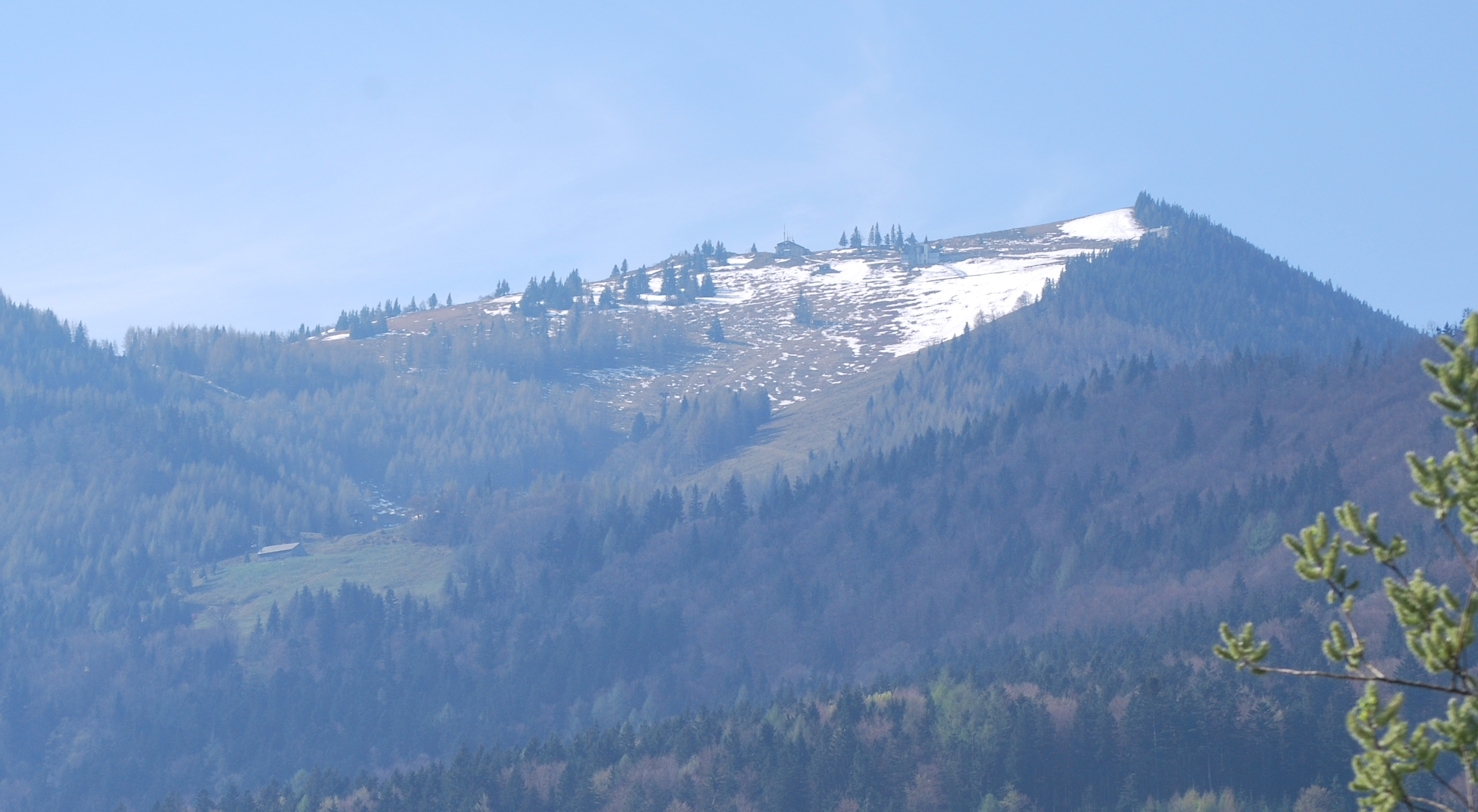

茨沃爾弗峰（德語：Zwölferhorn）是奧地利的山峰，位於該國中部，由薩爾茨堡州負責管轄，屬於薩爾茲卡默古特山脈的一部分，海拔高度1,522米，每年平均降雨量1,894毫米。